# زیردریایی یو-۴۲۸
زیردریایی یو-۴۲۸ (به انگلیسی: German submarine U-428) یک زیردریایی بود که طول آن ۶۷٫۱ متر (۲۲۰ فوت ۲ اینچ) بود. این زیردریایی در سال ۱۹۴۳ ساخته شد.